# Municipio de Villa del Carmen
El municipio de Villa del Carmen es uno de los dos municipios del departamento de Durazno, Uruguay. Tiene su sede en la localidad homónima.

## Ubicación
El municipio se encuentra localizado en la zona central del departamento de Durazno.

## Historia
El municipio fue creado el 15 de marzo de 2010 por Ley N.º 18653, en cumplimiento de lo dispuesto en la Ley N.º 18567 de descentralización y participación ciudadana. Dicha ley determina la creación de municipios en todas aquellas localidades con una población superior a los 2000 habitantes. A este municipio le fueron adjudicadas las circunscripciones electorales RCC y RCD del departamento de Durazno.

## Localidades
La única localidad de este municipio es Villa del Carmen.

## Autoridades
La autoridad del municipio es el Concejo Municipal, compuesto por el Alcalde y cuatro Concejales.
Alcaldes según período:
| Nº | Alcalde                    | Partido             | Inicio del mandato      | Fin del mandato         | Observaciones     | Concejales                                                                         |
| -- | -------------------------- | ------------------- | ----------------------- | ----------------------- | ----------------- | ---------------------------------------------------------------------------------- |
| 1  | Nuber Omar Medina Carrasco | Partido Nacional PN | 9 de julio de 2010      | julio de 2015           | Alcalde elegido   |                                                                                    |
| 2  | Nuber Omar Medina Carrasco | Partido Nacional PN | julio de 2015           | 26 de noviembre de 2020 | Alcalde reelegido | Aida Liria Rodao (PN) Carlos M. Ávila (PN) Andrés Arbelo (PN) Paulo Rodríguez (PN) |
| 3  | Fernando Hector Rodriguez  | Partido Nacional PN | 27 de noviembre de 2020 | 2025                    | Alcalde elegido   | Raúl Lazo (PN) Néstor Silvera (PN) Mirian Silveira (PN) Lorena Olivera (PN)        |